# SN 1993af
SN 1993af – supernowa typu Ia odkryta 15 listopada 1993 roku w galaktyce NGC 1808. W momencie odkrycia miała maksymalną jasność 17,00m.